# Ahmadou Ahidjo
Ahmadou Ahidjo (Garoua, 24 agosto 1924 – Dakar, 30 novembre 1989) è stato un politico camerunese.

## Carriera
Leader della moderata Unione Nazionale Camerunese, che guidò il Paese all'indipendenza del 1960, fu, nella fase di autonomia immediatamente precedente, ministro degli Interni nel biennio 1957-58 e Primo ministro dal 1958 al 1960. Nel 1960 venne eletto Presidente del Camerun, corrispondente all'allora Camerun francese; dopo l'unione dell'ex Camerun britannico, avvenuta nell'ottobre 1961, divenne Presidente della Repubblica Federale del Camerun.
Perseguì una politica autoritaria e centralizzatrice, costituendo nel 1966 il partito unico Union nationale camerounaise (UNC), da lui presieduto, e ponendo fine nel 1972 all'assetto federale con la proclamazione della Repubblica Unita del Camerun. Riconfermato alla guida dello Stato fino al 1982, dovette lasciare l'anno successivo, costretto all'esilio, anche la direzione dell'UNC.